# Ragnhild Jungner
Ragnhild Sofia Jungner, född 13 september 1897 i Skara, död 12 september 1957 i Hägersten, Stockholm, var en svensk pedagog.
Ragnhild Jungner var dotter till rektorn vid folkskoleseminariet i Skara Ernst Teodor Jungner. Efter avslutad skolgång i Skara 1915 genomgick hon det 1916–1918 med Slagsta sinnesslöanstalt förenade seminariet för utbildande av lärarinnor inom sinnesslöundervisningen och var därefter 1919–1923 lärarinna vid samma seminarium. 1923 kom hon som hjälpklasslärarinna till Uppsala stads folkskolor där hon, efter erhållen dispens från folkskollärarexamen verkade som ordinarie folkskollärare 1924–1942. Tidigt intresserad av läkepedagogiken gjorde sig Jungner under flera studieresor utomlands förtrogen med denna pedagogik, särskilt i Schweiz, där hon studerade hos läkepedagogen Heinrich Hanselmann i Zürich. Efter mönster därifrån skapade hon 1930 vid folkskolorna i Uppsala en observationsklass, den första i Sverige, där de läkepedagogiska principerna fick praktisk tillämpning. Jungner var 1942–1946 övningsskollärare vid Folkskoleseminariet för kvinnliga elever i Stockholm och utförde vid de till detta seminarium förlagda hjälpklasslärarkurserna ett energiskt arbete som organisatör, föreläsare och handledare. Från 1934 var Jungner Skolöverstyrelsens inspektör för sinnesslöundervisningen och från 1946 även dess hjälpskolekonsulent. Från 1946 arbetade Jungner helt för Skolöverstyrelsen, där hon även var föredragande i ärenden rörande sinnesslöundervisningen och i frågor om hjälpskolans organisation och arbete. Jungner hade flera sakkunnighetsuppdrag, bland annat deltog hon som expert åt sinnesslövårdssakkunniga i förarbetet till 1944 års lagstiftning om skolplikt för bildbara sinnesslöa och var ledamot av 1946 års hjälp- och särklasslärarutredning. Hon publicerade en mängd uppsatser om arbetet bland psykiskt defekta barn i en rad facktidskrifter.